# Đổng quý nhân (Hán Hiến Đế)
Đổng quý nhân (chữ Hán: 董貴人, ? - 200) là một phi tần của Hán Hiến Đế Lưu Hiệp và là con gái của Đổng Thừa, một viên quan được coi là trung thần nhà Đông Hán.
Cái chết của bà cùng Hoàng hậu Phục Thọ được miêu tả khá tỉ mỉ trong tiểu thuyết Tam quốc diễn nghĩa, nhằm thể hiện sự tàn bạo của Tào Tháo trong quá trình khống chế Hán Hiến Đế.

## Tiểu sử
Không rõ Đổng thị sinh năm nào, người Hà Gian thuộc Ký Châu (nay là huyện Hiến tỉnh Hà Bắc, Trung Quốc). Cha của Đổng thị là Xa kỵ Tướng quân Đổng Thừa, một người cháu của Đổng thái hậu - mẹ đẻ của Hán Linh Đế Lưu Hoành. Do vậy về vai vế, Đổng quý nhân có họ hàng bên ngoại với Hán Hiến Đế.
Khi Hán Hiến Đế lọt vào tay Tào Tháo và bị ông ta kiềm kẹp để lệnh chư hầu, Đổng Thừa đã nhận mật chiếu của Hán Hiến Đế được cất giấu trong 1 chiếc thắt lưng nạm ngọc (衣带诏; Y đái chiếu), nhằm kích động trung thần diệt trừ Tào Tháo. Đổng Thừa đã tập hợp những vị đại thần đáng tin cậy, trong số đó có Lưu Bị và Cát Bản để bàn bạc về các tiêu diệt Tào Tháo. Chẳng may kế hoạch bị bại lộ, Tào Tháo biết được âm mưu của nhóm người này và đã ra lệnh xử trảm Đổng Thừa cùng con gái ông là Đổng quý nhân và cả gia đình ông. Khi ấy, Đổng quý nhân đang mang thai.

## Trong Tam quốc diễn nghĩa
Cái chết của Đổng quý nhân được đề cập trong hồi 24 "Quốc tặc hành hung giết Quý phi, Hoàng thúc thua chạy sang Viên Thiệu" của Tam quốc diễn nghĩa. Đối với những chi tiết chỉ trích Tào Tháo, La Quán Trung hầu như giữ nguyên so với lịch sử. Chỉ khác, Đổng quý nhân trong tiểu thuyết được miêu tả là em gái Đổng Thừa, và danh hiệu của Đổng thị bị đôn thành Quý phi, trong khi bà chỉ là Quý nhân.
| “                                                                        | Tào Tháo giết bọn Đổng Thừa rồi, cũng chưa nguôi hết cơn giận, đeo gươm vào cung để giết Đổng quý phi. Quý phi là con gái Đổng Thừa đã có mang năm tháng. Hôm ấy, vua ngồi trong hậu cung, đang cùng với Phục Hoàng hậu bàn việc Đổng Thừa, chưa biết tin tức làm sao. Bỗng thấy Tào Tháo đeo gươm vào cung, mặt hầm hầm giận, vua sợ thất sắc, Tháo hỏi: - Đổng Thừa mưu làm phản, bệ hạ biết không? Vua tảng nghe nhãng, nói: - Đổng Trác đã bị giết rồi kia mà! Tháo quát to: - Không phải Đổng Trác, mà là Đổng Thừa! Vua run cầm cập nói: - Trẫm thực không biết. Tháo lại hỏi: - Cắn ngón tay lấy máu viết mật chiếu, đã quên rồi à? Vua không biết trả lời thế nào. Tháo thét võ sĩ bắt Đổng phi đến. Vua vội vàng nói: - Đổng phi có mang năm tháng, xin thừa tướng thương cho. Tháo nói: - Nếu không phải lòng trời làm cho mưu gian bại lộ, thì ta đã bị hại rồi. Há lại cho đứa con gái này sống để gây vạ về sau cho ta. Phục hậu nói: - Xin hãy đem Đổng phi giam ra ngoài lãnh cung, cho nó sinh nở xong giết cũng chưa muộn. Tháo nói: - Muốn lưu cái giống nghịch ấy lại để về sau báo thù cho mẹ hay sao? Đổng phi khóc nói: - Xin cho vẹn toàn thân thể mà chết, đừng lột áo xống. Tháo sai đem tấm lụa trắng đến để trước mặt Đổng phi. Vua khóc bảo phi: - Ái khanh xuống suối vàng đừng có oán trẫm! Nói xong khóc như mưa, Phục hậu cũng nức nở khóc. Tháo giận nói: - Lại còn giở cái thói đàn bà con trẻ à? Rồi quát võ sĩ đưa Đổng phi ra thắt cổ ở cửa cung. Người sau có thơ than rằng: Ân ái đền xuân cũng uổng thôi, Trứng rồng tan vỡ đáng thương ôi! Đường đường đế chủ không sao cứu, Che mặt nhìn suông nước mắt trôi | ” |
| — Trích đoạn Tào Tháo giết Quý phi trong tiểu thuyết Tam Quốc diễn nghĩa | |   |